# (1472) Muonio
(1472) Muonio ist ein Asteroid des Hauptgürtels, der am 18. Oktober 1938 von dem finnischen Astronomen Yrjö Väisälä in Turku entdeckt wurde.
Der Asteroid wurde nach dem lappländischen Fluss Muonio älv [ˈmuɔniɔ ɛlv] (schwedisch) bzw. Muonionjoki [ˈmuɔniɔnjɔki] (finnisch) benannt.